# Morti nel 1994/Giugno
| Questa pagina contiene informazioni ricavate automaticamente dalle voci biografiche con l'ausilio del template Bio e di un bot. L'aggiornamento è periodico e automatico e ricostruisce completamente la pagina. Se manca una persona in questa lista, sei pregato di non aggiungerla, ma accertati piuttosto che la sua voce biografica contenga il template Bio e che i dati anagrafici siano correttamente compilati. Se il template Bio manca, inseriscilo tu stesso o, in alternativa, metti l'avviso {{tmp\|Bio}} che ne segnala la mancanza. Se i dati riportati sono sbagliati, correggi direttamente la voce biografica; le modifiche saranno visibili in questa lista entro pochi giorni. Per chiarimenti vedi il progetto biografie. La lista contiene solo le 99 persone che sono citate nell'enciclopedia e per le quali è stato implementato correttamente il template Bio. Pagina aggiornata al 18 lug 2025. |

- 1º giugno - Giuseppe Brusasca, avvocato e politico italiano (n. 1900)
- 1º giugno - Henri Desroche, sociologo francese (n. 1914)
- 1º giugno - Frans Mosman, schermidore olandese (n. 1904)
- 2 giugno - Ole Hegge, fondista norvegese (n. 1898)
- 2 giugno - Lev Rešetnikov, cestista sovietico (n. 1927)
- 3 giugno - Estela Canto, scrittrice, giornalista e traduttrice argentina (n. 1915)
- 3 giugno - Herminio Olinto de Carvalho, allenatore di calcio e calciatore brasiliano (n. 1919)
- 3 giugno - Lucien Prival, attore statunitense (n. 1901)
- 3 giugno - Pavol Strauss, medico, filosofo e scrittore slovacco (n. 1912)
- 3 giugno - Pablo Muñoz Vega, cardinale e arcivescovo cattolico ecuadoriano (n. 1903)
- 4 giugno - Giovanni Azzini, calciatore italiano (n. 1929)
- 4 giugno - Roberto Burle Marx, architetto del paesaggio, artista e ambientalista brasiliano (n. 1909)
- 4 giugno - Max Corvo, militare statunitense (n. 1920)
- 4 giugno - Vittorio Dagianti, calciatore e allenatore di calcio italiano (n. 1919)
- 4 giugno - Stephen McNally, attore statunitense (n. 1913)
- 4 giugno - Gregory Scarpa, mafioso e assassino statunitense (n. 1928)
- 4 giugno - Guido Tavellin, calciatore e allenatore di calcio italiano (n. 1920)
- 4 giugno - Massimo Troisi, attore, comico e regista italiano (n. 1953)
- 5 giugno - Thaddée Nsengiyumva, vescovo cattolico ruandese (n. 1949)
- 5 giugno - Joseph Ruzindana, vescovo cattolico ruandese (n. 1943)
- 6 giugno - Faiza Rauf, principessa egiziana (n. 1923)
- 6 giugno - Mark McManus, attore e pugile scozzese (n. 1935)
- 6 giugno - Barry Sullivan, attore statunitense (n. 1912)
- 6 giugno - Franco Tricerri, matematico italiano (n. 1947)
- 7 giugno - Vincent Nsengiyumva, vescovo cattolico ruandese (n. 1936)
- 7 giugno - Dennis Potter, sceneggiatore e giornalista inglese (n. 1935)
- 8 giugno - Antonietta Baistrocchi, cestista italiana (n. 1955)
- 8 giugno - Enrico Calcaterra, hockeista su ghiaccio e dirigente sportivo italiano (n. 1905)
- 8 giugno - William Marshall, attore e regista statunitense (n. 1917)
- 8 giugno - Giovanni Urbani, storico dell'arte e restauratore italiano (n. 1925)
- 9 giugno - Cesare Butti, allenatore di calcio e calciatore italiano (n. 1905)
- 9 giugno - István Kocsis, calciatore ungherese (n. 1949)
- 9 giugno - Jan Tinbergen, economista olandese (n. 1903)
- 10 giugno - Edward Kienholz, artista statunitense (n. 1927)
- 10 giugno - Noël Vantyghem, ciclista su strada e dirigente sportivo belga (n. 1947)
- 11 giugno - Herbert Anderson, attore statunitense (n. 1917)
- 11 giugno - Jerome Conn, medico statunitense (n. 1907)
- 11 giugno - Jack Hannah, animatore, sceneggiatore e regista statunitense (n. 1913)
- 11 giugno - Gaetano Pinto, calciatore italiano (n. 1913)
- 11 giugno - Giovanni Turba, velocista e mezzofondista italiano (n. 1905)
- 12 giugno - Nicole Brown Simpson, tedesca (n. 1959)
- 12 giugno - Christopher Collins, doppiatore e attore statunitense (n. 1949)
- 12 giugno - Menachem Mendel Schneerson, filosofo, mistico e rabbino ucraino (n. 1902)
- 13 giugno - Charles Alvin Beckwith, militare statunitense (n. 1929)
- 13 giugno - June Dayton, attrice statunitense (n. 1923)
- 13 giugno - Nadia Gray, attrice romena (n. 1923)
- 13 giugno - K. T. Stevens, attrice statunitense (n. 1919)
- 13 giugno - Igor Youskevitch, ballerino e coreografo ucraino (n. 1912)
- 14 giugno - Ismail Chirine, militare, diplomatico e politico egiziano (n. 1919)
- 14 giugno - Emil Göing, cestista tedesco (n. 1912)
- 14 giugno - Henry Mancini, compositore, direttore d'orchestra e arrangiatore statunitense (n. 1924)
- 14 giugno - Marcel Mouloudji, cantante, compositore e attore francese (n. 1922)
- 14 giugno - Lucien Vlaemynck, ciclista su strada belga (n. 1914)
- 15 giugno - Clara Colosimo, attrice italiana (n. 1922)
- 15 giugno - Antonio Fischetti, politico italiano (n. 1938)
- 15 giugno - Guglielmo Giaquinta, vescovo cattolico e teologo italiano (n. 1914)
- 15 giugno - William Goodsir-Cullen, hockeista su prato indiano (n. 1907)
- 15 giugno - Manos Hadjidakis, compositore, pianista e direttore d'orchestra greco (n. 1925)
- 15 giugno - Rich Johnson, cestista statunitense (n. 1946)
- 15 giugno - Remo Scappini, politico e antifascista italiano (n. 1908)
- 15 giugno - Orfeo Tamburi, pittore italiano (n. 1910)
- 16 giugno - George Raphaël Béthenod, pilota automobilistico francese (n. 1910)
- 16 giugno - Antonio Bonadies, politico e medico italiano (n. 1899)
- 16 giugno - Bernard Moitessier, navigatore e scrittore francese (n. 1925)
- 16 giugno - Kristen Pfaff, bassista statunitense (n. 1967)
- 16 giugno - Eileen Way, attrice inglese (n. 1911)
- 17 giugno - Len White, calciatore inglese (n. 1930)
- 17 giugno - Frank Yates, statistico inglese (n. 1902)
- 18 giugno - Carlo Brera, giornalista, traduttore e scrittore italiano (n. 1946)
- 18 giugno - Rubén Izaguirre, cestista messicano (n. 1943)
- 19 giugno - Klaas Berga, poliziotto olandese (n. 1920)
- 19 giugno - Tino Fariña, pittore spagnolo (n. 1951)
- 19 giugno - Joan Haslip, giornalista e scrittrice britannica (n. 1912)
- 19 giugno - Gildo Monari, ciclista su strada italiano (n. 1918)
- 20 giugno - Giovanni Alliata di Montereale, politico italiano (n. 1921)
- 20 giugno - Antonio Briva Mirabent, vescovo cattolico spagnolo (n. 1926)
- 20 giugno - John O'Neil Farrell, pattinatore di velocità su ghiaccio statunitense (n. 1906)
- 20 giugno - Don Macintosh, cestista canadese (n. 1931)
- 20 giugno - Jay Miner, informatico statunitense (n. 1932)
- 21 giugno - Nives Gessi, politica, partigiana e sindacalista italiana (n. 1923)
- 21 giugno - Silvio Golzio, statistico, dirigente d'azienda e banchiere italiano (n. 1909)
- 21 giugno - Anton Hänggi, vescovo cattolico svizzero (n. 1917)
- 21 giugno - William W. Morgan, astronomo e astrofisico statunitense (n. 1906)
- 22 giugno - Otto Bradfisch, economista, giurista e militare tedesco (n. 1903)
- 22 giugno - Il'ja Abramovič Frėz, regista cinematografico sovietico (n. 1909)
- 23 giugno - Joe Dobson, giocatore di baseball statunitense (n. 1917)
- 23 giugno - Antoni Sobik, schermidore polacco (n. 1905)
- 24 giugno - Atila Kelemen, pallanuotista rumeno (n. 1919)
- 24 giugno - Nino Zucchelli, giornalista e regista italiano (n. 1913)
- 26 giugno - Ermenegildo Gasperoni, politico e partigiano sammarinese (n. 1906)
- 27 giugno - Jacques Berthier, compositore e organista francese (n. 1923)
- 27 giugno - Sam Hanks, pilota automobilistico statunitense (n. 1914)
- 28 giugno - Gustave Fonjallaz, bobbista svizzero (n. 1909)
- 28 giugno - Giancarlo Sbragia, attore, regista teatrale e drammaturgo italiano (n. 1926)
- 29 giugno - Aldo Beolchini, generale e partigiano italiano (n. 1906)
- 29 giugno - Jack Unterweger, serial killer austriaco (n. 1950)
- 29 giugno - Aarón Wergifker, calciatore brasiliano (n. 1914)
- 30 giugno - Alberto Nassetti, aviatore italiano (n. 1966)
- 30 giugno - Pier Paolo Racchetti, aviatore italiano (n. 1964)